# Sven Davidson
Sven Davidson (Borås, 13 luglio 1928 – Arcadia, 28 maggio 2008) è stato un tennista svedese.

## Carriera
Nel singolare, Davidson raggiunge la prima finale di un importante torneo agli Internazionali di Germania del 1951, dove è sconfitto dal connazionale Lennart Bergelin. È finalista anche agli Internazionali di Svezia dello stesso anno ed ancora ad Amburgo nel 1954, sconfitto, in entrambi i casi da Budge Patty. A Båstad è ancora finalista nel 1955, quando cede a Ulf Schmidt.
Nel torneo di casa ha più fortuna nel doppio. Dopo essere stato finalista nel 1950, riesce ad aggiudicarsi il titolo nel 1951, in coppia con Lennart Bergelin.
Al Roland Garros disputa la sua prima finale di singolare nel 1955 ma è sconfitto in quattro set da Tony Trabert. È finalista anche l'anno successivo agli Internazionali d'Italia ma viene sconfitto in tre set dall'australiano Lew Hoad. La storia si ripete nella finale degli Internazionali di Francia 1956 dove è sempre Hoad a trionfare in soli tre set.
Nel 1957, alla sua terza finale nello slam francese, riesce finalmente a vincere il titolo sconfiggendo in tre set lo statunitense Herbert Flam. In questa stagione ottiene anche i migliori risultati a Wimbledon e allo US Open. A Londra, in semifinale, è fermato ancora una volta da Lew Hoad, futuro vincitore del torneo. Anche negli Stati Uniti è il futuro vincitore, Malcolm Anderson a eliminare Davidson in semifinale.
Nel 1958 ottiene la vittoria nel doppio agli Internazionali di Germania, in coppia con il connazionale Ulf Schmidt, sconfiggendo il team australiano composto da Ashley Cooper e Neale Fraser.
Ha giocato 86 partite in Coppa Davis rappresentando la sua nazione dal 1950 al 1961. Memorabili sono state le sfide, in tale manifestazione, tra la Svezia di Davidson e la nazionale italiana degli anni cinquanta, incontrata dal campione svedese cinque volte con quattro sconfitte (1953, 1955, 1956, 1957) e una sola vittoria (1954). 
È stato inserito nella International Tennis Hall of Fame nel 2007.

## Finali del Grande Slam

### Vinte (1)
| Anno | Torneo        | Avversario in finale | Risultato     |
| 1957 | Roland Garros | Herbert Flam         | 6-3, 6-4, 6-4 |

### Perse (2)
| Anno | Torneo        | Avversario in finale | Risultato          |
| 1955 | Roland Garros | Tony Trabert         | 2-6, 6-1, 6-4, 6-2 |
| 1956 | Roland Garros | Lew Hoad             | 6-4, 8-6, 6-3      |